# Koreanische Nationalbibliothek
Die Koreanische Nationalbibliothek (koreanisch 국립중앙도서관) befindet sich in Seoul, Südkorea und wurde 1945 gegründet. Sie besitzt über 10 Millionen Bände, einschließlich über 1,2 Millionen fremdsprachiger Bücher und einige der Nationalschätze Südkoreas.

## Geschichte
Die Bibliothek wurde zweimal innerhalb der Stadt Seoul umgesiedelt: 1974 wechselte sie innerhalb des Stadtbezirks Jung-gu von Sogong-dong nach Namsan-dong. 1988 zog sie an den heutigen Standort in Banpo-dong im Stadtbezirk Seocho-gu. 1991 wurde sie vom Bildungsministerium ans Kulturministerium übergeben.
Die Bibliothek im Seocho-Park besteht aus einem Hauptgebäude und drei Nebengebäuden. In einem Nebengebäude hat die 2009 eröffnete Digitale Bibliothek Dibrary ihren Sitz, welche den Zugriff auf über 116 Millionen Dokumente aus der ganzen Welt ermöglicht. 2006 öffnete eine Nationalbibliothek für Kinder und Jugendliche im Stadtbezirk Gangnam-gu. Seit dem 12. Dezember 2013 betreibt die Nationalbibliothek auch eine Zweigstelle in der neu errichteten Planstadt Sejong.

## Informationszentrum über Nordkorea
Im fünften Stock des Hauptgebäudes befindet sich ein Informationszentrum über Nordkorea, in dem die Zeitung Rodong Sinmun sowie Bücher und Zeitschriften ausliegen, welche im Süden als verbotene Propaganda gelten. Die rund 100.000 Dokumente können zu Forschungszwecken konsultiert werden, sind jedoch nicht online zugänglich. Das Zentrum konnte sie über eine offizielle Verbindungsperson in Pjöngjang oder durch Kauf in Russland und China erwerben.

## Wertvolle Bücher

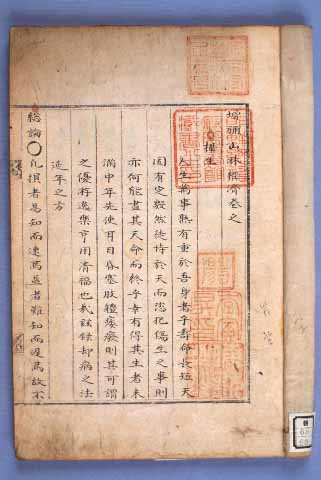
Ein koreanisches Buch über Landwirtschaft aus dem 18. Jahrhundert

Zu ihren wertvollsten Beständen zählt die Nationalbibliothek Literatur aus dem Königreich Joseon vom 14. bis ins 19. Jahrhundert, insgesamt 48 Bücher. Dazu zählt auch das dreibändige Handelsabkommen zwischen Joseon und dem Deutschen Reich von 1884.